# 東京都立市ヶ谷商業高等学校
東京都立市ヶ谷商業高等学校（とうきょうとりつ いちがやしょうぎょうこうとうがっこう）は、かつて東京都新宿区矢来町にあった都立商業高等学校。生徒など関係者からは「市商」（いちしょう）の愛称で親しまれた。

## 概要
商業高校の入学者減少などの事情から赤坂高校と統合されて東京都立大田桜台高等学校となるため、2007年（平成19年）度以降の新入生募集を停止、2009年（平成21年）3月末で閉校した(参考)。近年、就職・進学の割合は共に約50%であった。

## 沿革
- 1923年（大正12年）5月 - 市ヶ谷商業高校の前身である東京市立牛込実務女学校が開校。
- 2007年（平成19年） - 都立赤坂高校との統合に伴い、平成19年度入試より新入生募集停止。
- 2009年（平成21年）3月 - 閉校。

## 著名な出身者
- 伊東四朗
- 小堺一機
- 高田渡
- 塩山みさこ